# La città dalle porte blu
La città dalle porte blu è un romanzo fantasy scritto da Anna Dankovceva nel 2004.

## Trama
Il libro racconta la storia di Ivan, un ragazzo che vive a Mosca con la zia Baba Jaga. Un giorno, Ivan incontra una kikimora, Pigna: questa gli rivela che Ivan proviene dal Regno Al Di Là Dei Tre Mari, di cui è lo zarevic (il figlio dello zar), e che dovrà tornarci per salvare il regno dal malvagio Idolo, che ha rapito i suoi genitori. Ivan porta la kikimora dalla zia, che la accoglie festosamente.
Il giorno dopo, Ivan parte per il Regno al fianco di Pigna. Durante il viaggio verso il castello di Idolo incontra il cavallo Terminator, il genio Nonno e il lupo Grigio.
Pigna, a un certo punto, comunica a Ivan che dovrà proseguire senza di lei; più tardi, Ivan e i suoi amici vengono attaccati e il ragazzo è costretto a proseguire da solo. Ivan raggiunge infine il castello di Scheletro Senza Morte, alleato di Idolo; qui è tenuta prigioniera Lada, la madre di Ivan. Ivan ritrova i suoi amici e ingaggia un lungo duello con Idolo. Ivan giunge casualmente a uno scantinato dove trova un cofanetto. Mentre tenta di aprirlo, questo gli viene sottratto da Scheletro, ma il cofanetto si apre comunque e ne esce un uovo verde. L'uovo cade a terra, spezzando la magia di Scheletro, liberando Lada, ma distruggendo il castello. Ivan e Lada riescono a uscirne sani e salvi, e vengono raggiunti da Pigna, che dà a Ivan una pietra, in grado di portarlo in qualunque luogo. Ivan desidera tornare a Mosca dalla zia, e si risveglia nel suo letto a Mosca.
Intanto, con Ivan erano giunti nel Regno due malviventi, un poliziotto e un'amica di Ivan. I due malviventi vengono bloccati nel Regno, ma la ragazza viene fatta prigioniera da Idolo. Il poliziotto viene rimandato a Mosca, ed è qui che annuncia a Ivan, appena tornato dal Regno, che la sua amica è stata rapita, togliendo a Ivan ogni dubbio che l'avventura sia stata solo un sogno.

## Edizioni
- Anna Dankovceva, La città dalle porte blu, traduzione di Raffaella Belletti, collana Mondi fantastici Salani, Salani, 2004,  p. 164, ISBN 88-8451-473-8.